# Festival international du film de Moscou 2002
Le 24e festival international du film de Moscou se tient du 21 au 30 juin 2002. Le Saint Georges d'or est attribué au film franco-italien Résurrection réalisé par Paolo et Vittorio Taviani.

## Jury
- Tchinguiz Aïtmatov (Kirghizstan – président du jury)
- Fruit Chan (Chine)
- Rakhshan Bani-Etemad (Iran)
- Jessica Hausner (Autriche)
- Dominique Borg (France)
- Jos Stelling (Pays-Bas)
- Randa Haines (États-Unis)
- Karen Shakhnazarov (Russie)

## Films en compétition
Les films suivants sont sélectionnés pour la compétition principale :
| Titre anglais ou français     | Titre original             | Réalisateur(s)            | Pays d'origine                                 |
| ----------------------------- | -------------------------- | ------------------------- | ---------------------------------------------- |
| Wishes of the Land            | Aye zohaye zamin           | Vahid Mousaian            | Iran                                           |
| Blue                          | Blue                       | Hiroshi Ando              | Japon                                          |
| Motifs tchékhoviens           | Chekhovskie motivy         | Kira Mouratova            | Russie, Ukraine                                |
| Shake It All About            | En kort en lang            | Hella Joof                | Danemark, Allemagne                            |
| Stripping                     | Hengittämättä & nauramatta | Saara Saarela             | Finlande                                       |
| La Dernière Fête de Jedermann | Jedermanns fest            | Fritz Lehner              | Autriche                                       |
| Le Cœur de l'ourse            | Karu süda                  | Arvo Iho                  | Estonie, Russie, Allemagne, République tchèque |
| Le Coucou                     | Kukushka                   | Alexandre Rogojkine       | Russie                                         |
| The Seventh Sun of Love       | O 7os ilios tou erota      | Vangelis Serdaris         | Grèce                                          |
| Stereoblood                   | Odinochestvo krovi         | Roman Prygunov            | Russie                                         |
| Résurrection                  | Resurrezione               | Paolo et Vittorio Taviani | Italie, France                                 |
| The Supplement                | Suplement                  | Krzysztof Zanussi         | Pologne                                        |
| Sans motif apparent           | The House on Turk Street   | Bob Rafelson              | États-Unis, Canada, Allemagne                  |
| A Hidden Life                 | Uma Vida em Segredo        | Suzana Amaral             | Brésil                                         |
| The Damned                    | Zatracení                  | Dan Svátek                | République tchèque                             |

## Prix
- St. George d'or : Résurrection de Paolo et Vittorio Taviani
- St.George d'argent :
  - Meilleur réalisateur : Alexandre Rogojkine pour Le Coucou
  - Meilleur acteur : Ville Haapasalo pour Le Coucou
  - Meilleure actrice : Mikako Ichikawa pour Blue
- Prix spécial du jury : Wishes of the Land de Vahid Mousaian
- Prix Stanislavski : Harvey Keitel
- Prix FIPRESCI : Le Coucou d'Alexandre Rogojkine
- Prix FIPRESCI mention spéciale : The Supplement de Krzysztof Zanussi

## Source de la traduction
- (en) Cet article est partiellement ou en totalité issu de l’article de Wikipédia en anglais intitulé « 24th Moscow International Film Festival » (voir la liste des auteurs).